# Hartwall
Hartwall — финская компания по производству алкогольных и безалкогольных напитков, расположена в г. Хельсинки.

## История

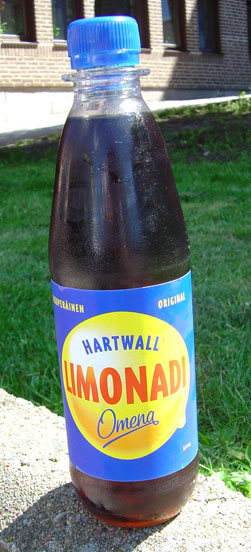
Hartwall Omena Limonadi (the Apple Lemonade) — лимонад компании Hartwall

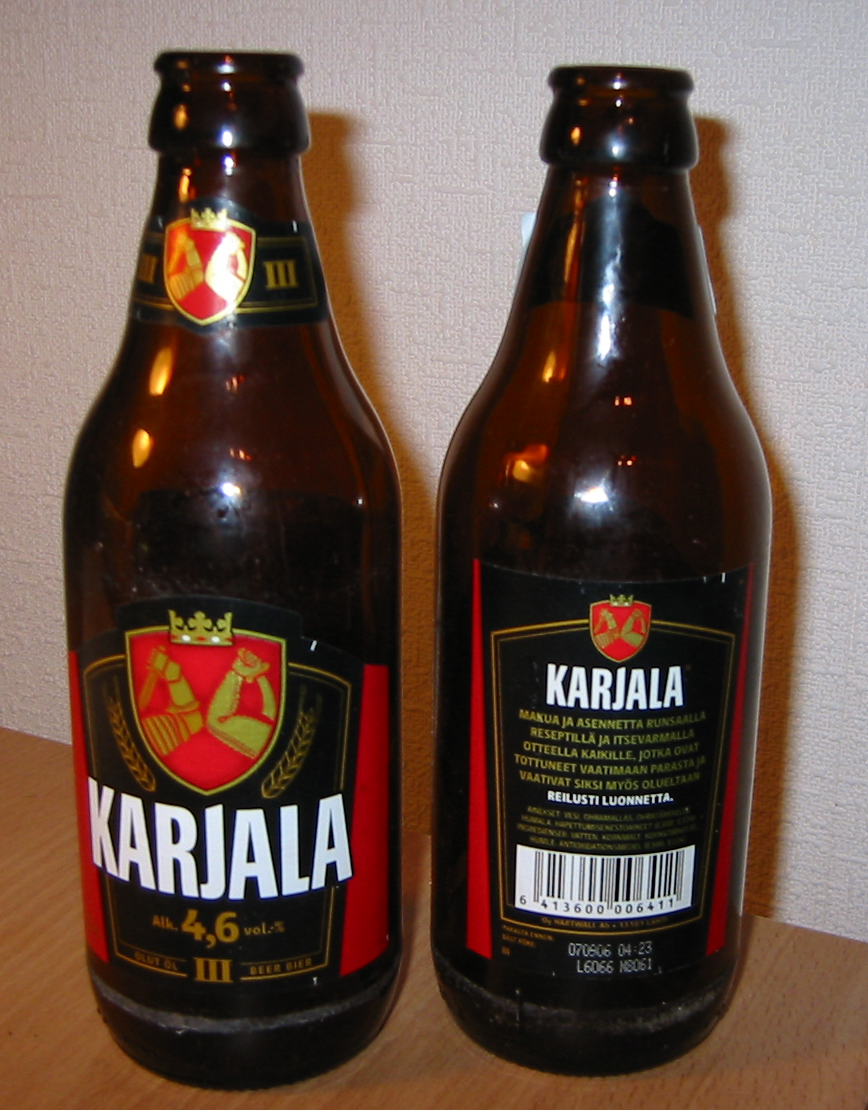
Пиво Karjala

Основана в 1836 году. В 2002 году компания Hartwall была приобретена британской пивоваренной компанией Scottish & Newcastle. В 2008 году была выкуплена и стала принадлежать нидерландской пивоваренной компании Heineken. 
Популярный напиток Jaffa был представлен в 1940 году. Алкогольный коктейль «джин со вкусом грейпфрута» Long Drink, был представлен в 1952 году на летних Олимпийских играх в Хельсинки. Он был первоначально разработан для иностранных туристов как заранее подготовленный алкогольный коктейль для баров, когда подобные коктейли ещё не были распространены. Позже этот продукт получил огромный успех и среди финнов и сегодня является самым потребляемым алкогольным коктейлем в Финляндии.
Именем компании названа многофункциональная крытая арена, расположенная в Хельсинки — Хартвалл Арена.
С 2011 по 2016 год компания являлась владельцем 40% акций Инкерманского завода марочных вин. 

## Продукция
Безалкогольные напитки
- Hartwall Jaffa
- Hartwall Novelle

Компания также владеет лицензией на производство и продажу таких финских брендов, как Pepsi американской компании PepsiCo, 7UP и Mountain Dew.
Алкогольные напитки
- Upcider (сидр)
- Lapin Kulta (светлое пиво)
- Karjala (пиво)
- Foster's (пиво)